# Christian Ludwig Bokelmann

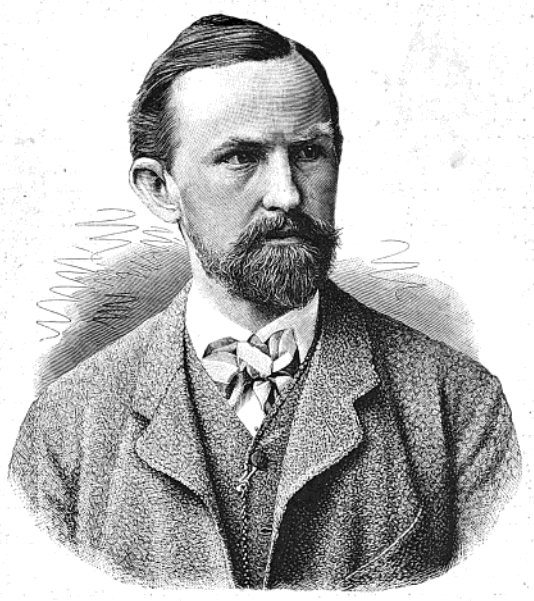
Christian Ludwig Bokelmann, Bildnis aus der Zeitschrift Daheim, 1881

Christian Ludwig Bokelmann (* 4. Februar 1844 in St. Jürgen (Lilienthal) bei Bremen; † 14. April 1894 in Berlin) war ein deutscher Genre- und Porträtmaler des Realismus und des Naturalismus in der Tradition der Düsseldorfer Schule.

## Werdegang
Christian Ludwig Bokelmann war Sohn eines Lehrers und Organisten aus St. Jürgen. Seine Mutter war eine Tochter von Jakob Heinrich Delius, eines evangelischen Pfarrers in Worpswede. Bokelmann erlernte auf Wunsch der Eltern in Lüneburg und Harburg den Beruf eines Kaufmanns. Erst ab 1868, nach dem Tod seines Vaters, konnte er – seiner Neigung und dem Rat eines Hamburger Zeichenlehrers und Malers folgend – bis 1871 an der Kunstakademie Düsseldorf und seit 1871 im Privatatelier von Wilhelm Sohn Malerei studieren. 1873 stellte er auf der Wiener Weltausstellung aus, seit 1874 auf den Berliner Akademieausstellungen, 1878 auf der Weltausstellung Paris, 1881 in Brüssel. 1877 errang er auf einer Ausstellung in Gent eine Goldene Medaille. In den 1880er Jahren unternahm er – getrieben von einem ethnografischen Interesse, worin er Vorbildern der Düsseldorfer Schule wie Rudolf Jordan, Benjamin Vautier und Ludwig Knaus folgte – eine ausgedehnte Studienreise durch die Marschen und Nordfriesland. 1883 besucht er erstmals Sylt. Auch die Künstlerkolonie von Katwijk suchte er auf. In dieser Zeit betrieb Bokelmann verstärkt Naturstudien und Freilichtmalerei. Nach mehreren Aufenthalten in Nordfriesland und auf der Insel Föhr wandte er sich verstärkt dem traditionellen Volksleben zu. Von 1892 bis 1893 wirkte Bokelmann als Professor für Genremalerei an der Kunstakademie Karlsruhe. 1893 folgte er einem Ruf an die Hochschule für bildende Künste, Berlin-Charlottenburg. Auf beiden Positionen begleitete ihn Fritz Mackensen, der Bokelmann durch Emilie Stolte kennengelernt hatte, als sein Meisterschüler und Freund. Auch mit dem niederdeutschen Dichter Klaus Groth war Bokelmann befreundet. Bokelmann war Mitglied des Düsseldorfer Künstlervereins Malkasten und der Preußischen Akademie der Künste, Sektion für die Bildenden Künste, Berlin (1894). Er starb auf tragische Weise bei einem Sturz von einer Leiter in seinem Charlottenburger Atelier, als er einen Lorbeerkranz aufhängen wollte, den ihm dankbare Schüler zu seinem 50. Geburtstag überreicht hatten. Beerdigt wurde Bokelmann auf dem alten Friedhof in Harburg.

## Kunsthistorische Würdigung

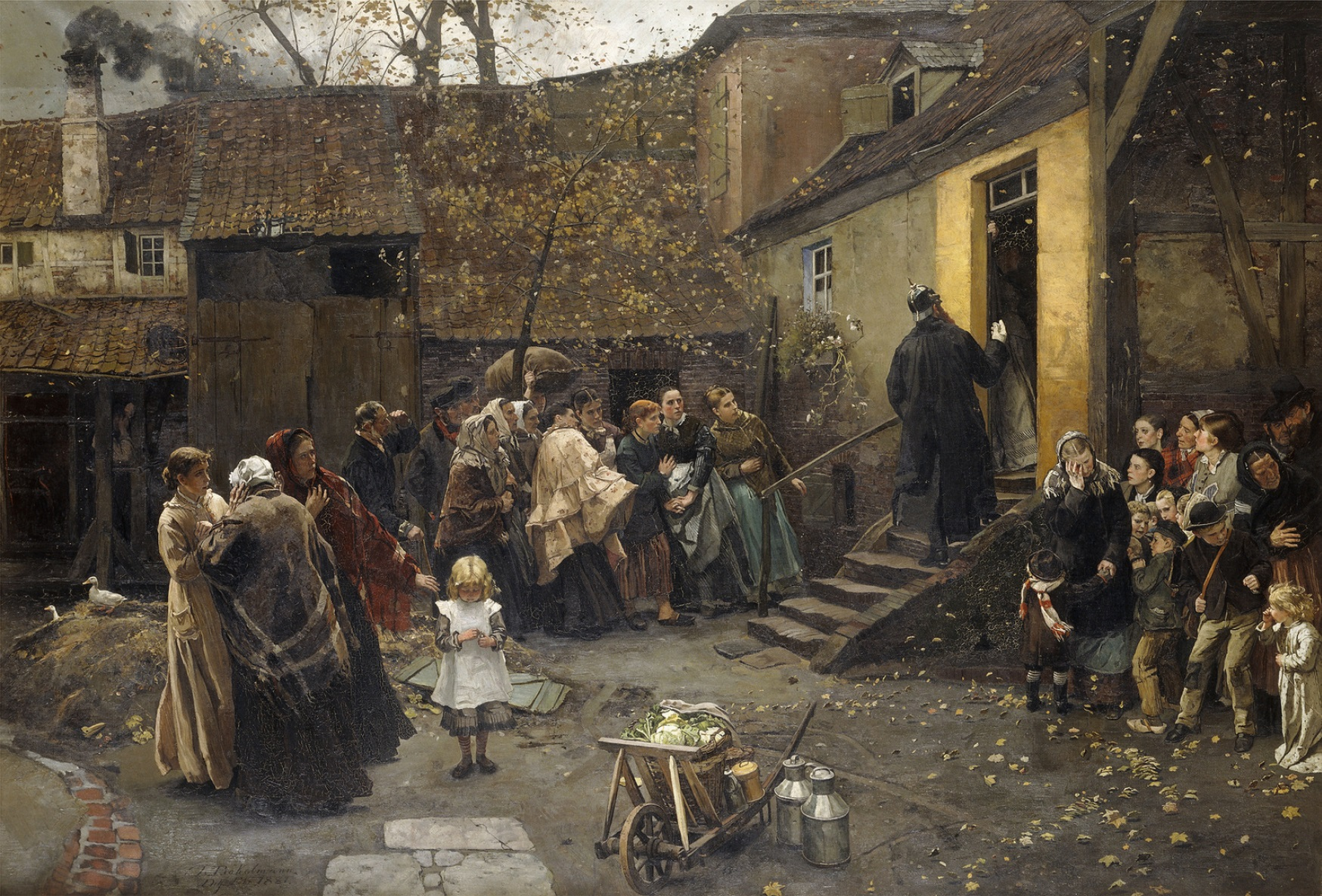
Eine Verhaftung, 1881

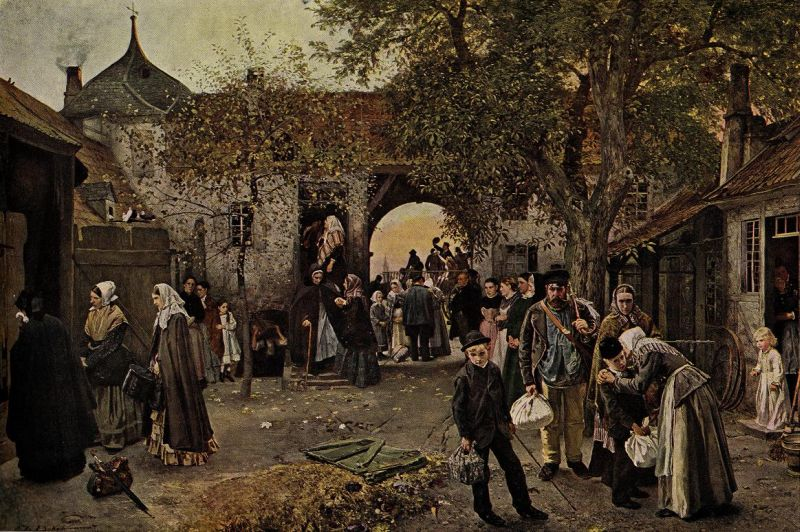
Abschied der Auswanderer, 1882

- Adolf Rosenberg, ein Zeitgenosse Bokelmanns, stufte ihn 1890 als Vertreter des Realismus und Naturalismus ein und befand, dass er, der „kaltblütige Meister unbestechlicher Beobachtung“, der „erste Düsseldorfer Genremaler [sei], welcher sich [der] künstlerischen Herausforderungen einer neuen Zeit gewachsen zeigte“.[9]

- In Bokelmanns späterem Schaffen dominieren „ernste Bildthemen mit sozialkritischen Anklängen“; er überwand darin den Atelierton und fand hin zu einer „reich nuancierten Raummalerei“ (Wend von Kalnein).[10]

- Seine Arbeit repräsentiert eine „Hinwendung zum sozialen ‚modernen Sittenbild‘, das die wirtschaftlichen Krisen der Gründerzeit spiegelt“ (Bettina Baumgärtel).[11]

## Werke (Auswahl)

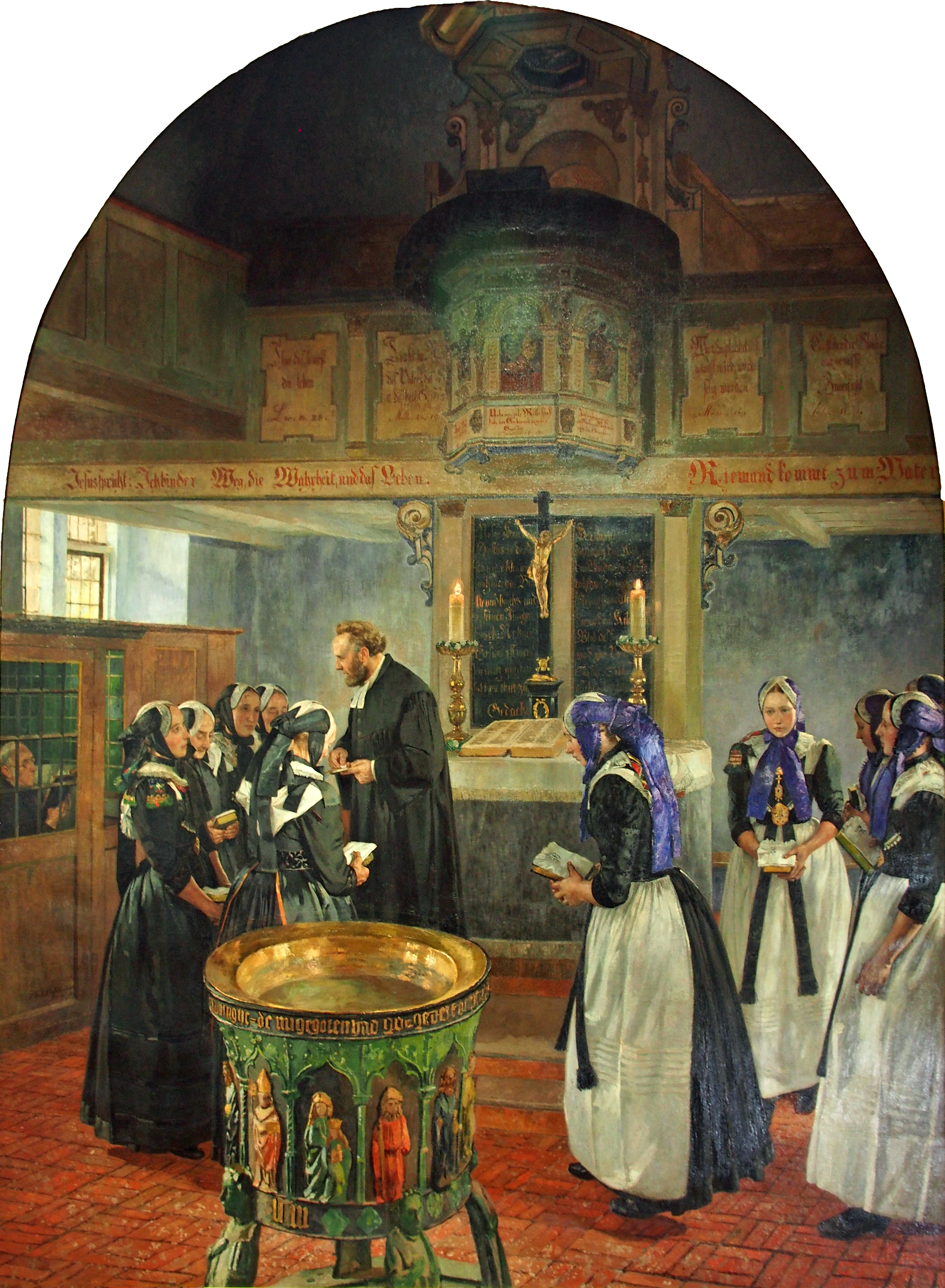
Abendmahl in Selsingen, 1893/1894

- Großes Album mit 58 Zeichnungen, vor allem aus der Düsseldorfer Studienzeit, 1868–1870[12]
- Im Trauerhause, 1873, ausgestellt auf der Wiener Weltausstellung
- Bis in den hellen Tag hinein (Die Spieler), 1874, Salford Museum and Art Gallery, Salford/Greater Manchester, erstes anekdotisch-sozialkritisches Gemälde Bokelmanns in der Tradition von David Wilkie und Ludwig Knaus[13][14]
- Im Leihhause, kurz vor der Eröffnung (Vorraum eines Leihhauses), 1875/1876, sozialkritisches Gemälde, das Auswirkungen des „Gründerkrachs“ von 1873 reflektiert[15][16]
- Die Volksbank kurz vor dem Krach, 1877, Milwaukee Art Museum, ausgestellt auf der Weltausstellung Paris 1878, Darstellung einer Szene vor der Volksbank in Wien am 9. Mai 1873[17][18]
- Bildnis Johann Baptist Paffrath, 1878, Museum Kunstpalast[19]
- Wanderlager vor Weihnachten, 1878
- Die Testamentsverfassung, 1879, schildert anekdotisch-psychologisch die Vorgänge um die Versöhnung einer Tochter mit ihrem Vater bei dessen Testamentsverfassung[20]
- Der Kunstkenner, 1879
- Letzte Augenblicke eines Wahlkampfes, 1880
- Eine Verhaftung (Des Kindsmords verdächtigt), 1881
- Abschied der Auswanderer (Aufbruch der Auswanderer), 1882, Galerie Neue Meister, Dresden[21]
- Im Gerichtssaal (Im Gerichtsvorsaal), 1883
- Spielbank in Monte Carlo, 1884, „das Motiv zu einem Spiegelbilde der nervösesten Konzentration des modernen Touristen- und Abenteurerlebens“ (Adolf Rosenberg)
- Streikversuch der Tischlergesellen, 1885
- Nordfriesisches Begräbnis, 1887/1888[22][23]
- Frauen in der Kirche von Nieblum, 1892, 80 × 60 cm, Museum Kunst der Westküste, Alkersum, Föhr
- Der Dorfbrand, 1885,[24] 1886 und 1888, ungeschönte Darstellung eines Unglücks vor dem Hintergrund gewandelten Zeitgeschmacks[25]
- Bleibergwerk in Selbeck, 1888, Nationalgalerie Berlin,[26] ungeschönte Darstellung der industriellen Arbeitswelt im Ruhrgebiet
- Nach dem Brand (Die Bewirtung der Abgebrannten), 1893

## Galerie

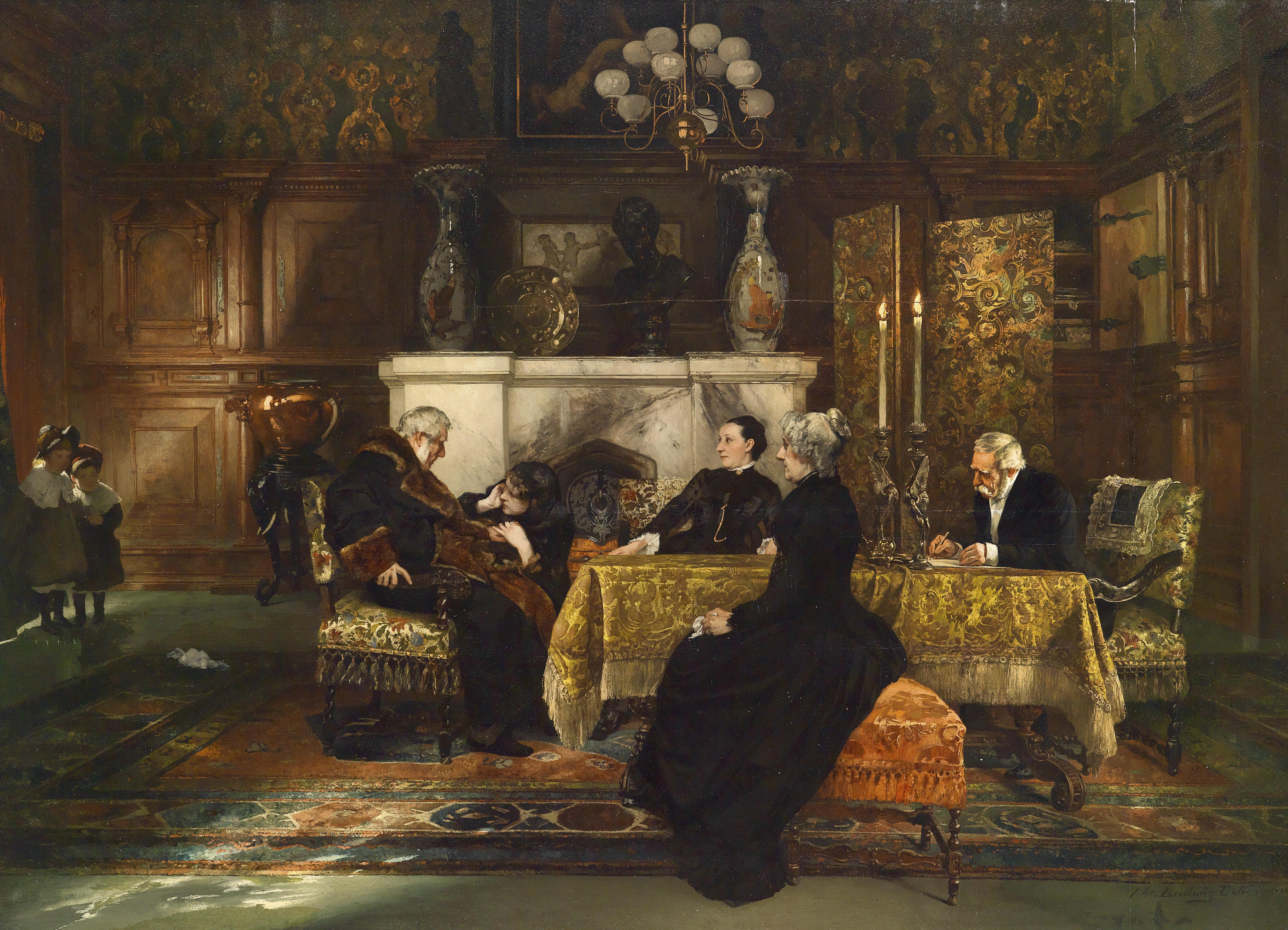
Die Testamentsverfassung, 1879
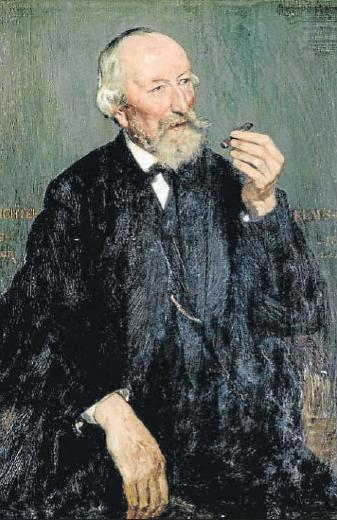
Klaus Groth, 1891
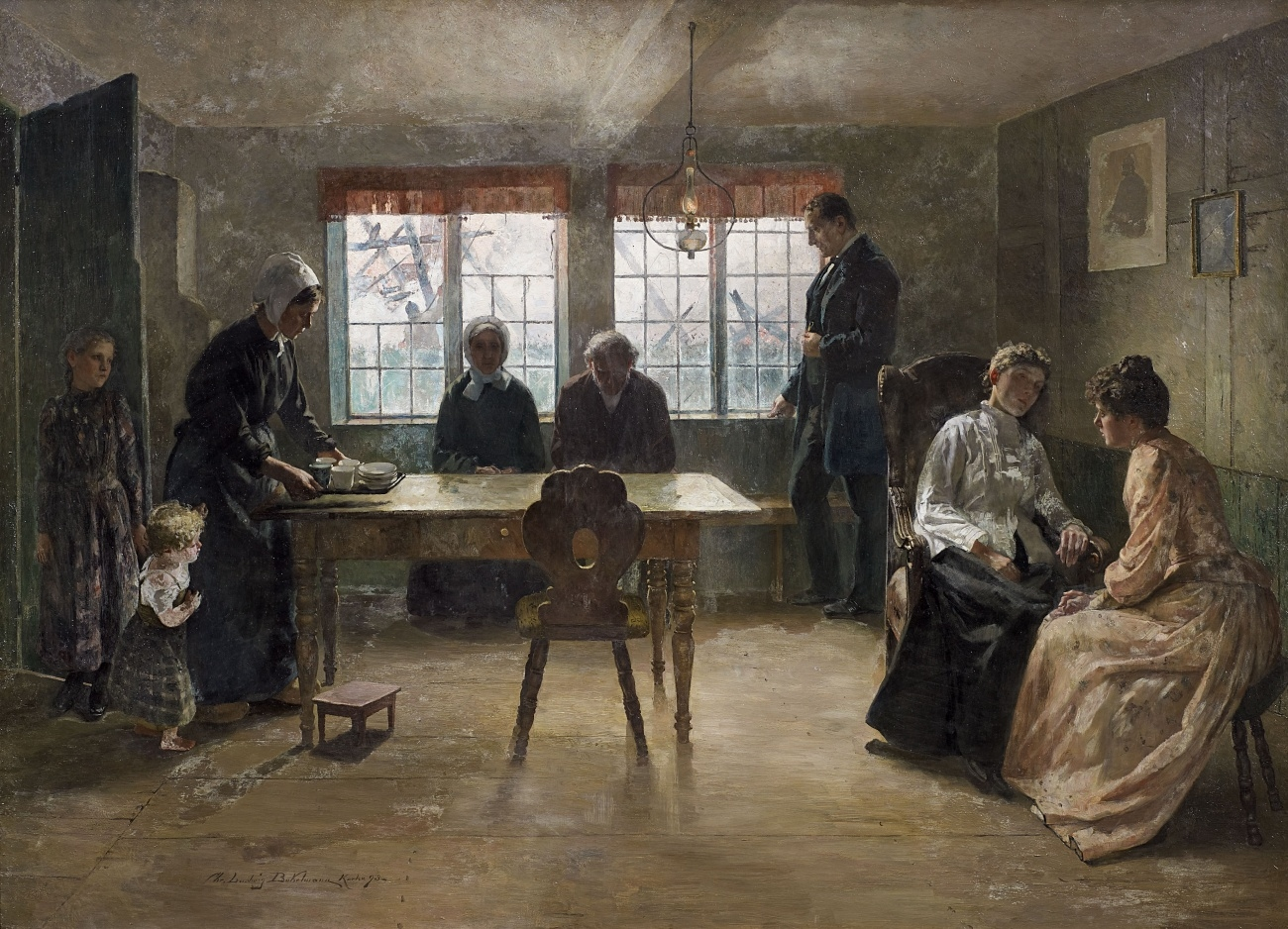
Nach dem Brand, 1893